# Trancesylvania
Trancesylvania är ett musikalbum från 1999 av den svenska gruppen Pinocchio. Albumet släpptes i januari 1999 på skivbolaget Fluid Records och var gruppens första och hittills enda album.

## Låtlista
1. Da Da Da (3.47)
2. Hypnotized (3.14)
3. Abletearte (4.37)
4. Flower on the Moon (3.16)
5. High Velocity (6.54)
6. Trancesylvania (5.12)
7. Le Petit Sadique (4.29)
8. Magic Carpet (5.47)
9. Down the Basement (6.21)
10. The Scale (7.28)
11. Zero G (4.46)
12. Telepatico (8.06)